# Thomas Heurtaux
Thomas Heurtaux [toma ertó] (* 3. července 1988, Lisieux, Francie) je francouzský fotbalový obránce, od roku 2012 hráč klubu Udinese Calcio, od léta 2017 na hostování v Hellas Verona FC. Hraje zejména na postu stopera (středního obránce), alternativně na kraji obrany. Nedávno hrál za Turecký tým Ankaragücü, ze kterého však před skončením smlouvy odešel, protože mu nevypláceli peníze. Na začátku září 2019 podepsal roční smlouvu s US Salernitana 1919, klub měl v červnu 2020 opustit, avšak smlouva byla dočasně prodloužena do 31.8.2020, po vypršení platnosti smlouvy je stále bez klubu. Možností na nástup v novém týmu však nebylo mnoho a když se něco našlo, byly to kluby podřadné - série C, série D i přesto, že jsou to pouze 3 roky, co hrál v sérii A.
Dne 26.1.2021 podepsal půlroční smlouvu s FK Pohronie, po konci sezony 22.5.2021 se opět vrátil do Itálie.
Od listopadu 2021 působí v Americkém Folgore Caratese - skupina A Serie D

## Klubová kariéra
- SM Caen (mládež)
- SM Caen 2007–2012[1]
- →  AS Cherbourg (hostování) 2008–2009
- Udinese Calcio 2012–[1]
- →  Hellas Verona FC (hostování) 2017–
- MKE Ankaragücü 2017-2019
- US Salernitana 1919 09/2019-06/2020
- Bez klubu 08/2020-01/2021
- FK Pohronie 01/2021-05/2021

## Reprezentační kariéra
Thomas Heurtaux nastupoval v roce 2010 za francouzskou mládežnickou reprezentaci U20. V roce 2007 odehrál jeden zápas v dresu francouzské reprezentace U19.